# استیج انترتینمنت
استیج اینترتینمنت (انگلیسی: Stage Entertainment) شرکت سرگرمی هلندی است، که در سال ۱۹۹۸ تأسیس شد.